# Renato Lucchi
Renato Lucchi (Cesena, 28 febbraio 1921 – Cesena, 5 ottobre 2000) è stato un allenatore di calcio e calciatore italiano, di ruolo centrocampista.

## Carriera

### Giocatore
Centromediano, in gioventù militò nel Forlimpopoli. Giocò poi in Serie A con Bari e Venezia.

### Allenatore
Negli anni '50 e poi negli anni '60 ha allenato il Cesena in due periodi distinti. Ha inoltre diretto dalla panchina, fra le altre il Rimini, e nel 1967-1968 il Pisa, portando i toscani, allora militanti in Serie B, per la prima volta alla massima categoria, dove allenò ancora la squadra nella stagione successiva. Dopo varie esperienze all'inizio del decennio seguente, rimase inattivo per un lungo periodo, prima di tornare ancora una volta a guidare il Cesena, sostituendo alla quattordicesima giornata della stagione 1981-1982 Giovan Battista Fabbri e portando la squadra romagnola alla salvezza con un mese di anticipo rispetto alla fine del campionato.

## Palmarès

### Allenatore

#### Competizioni regionali
- Promozione: 1

Cesena: 1956-1957